# Cirrhitidae
Cirrhitidae là một họ cá trong Bộ Cá vược. Những loài trong họ cá này được biết đến với tên gọi tiếng Anh là cá diều hâu (Hawkfish). Chúng phân bố tại Đại Tây Dương và Ấn Độ Dương - Thái Bình Dương.

## Các chi
Họ này gồm 33 loài đa biết trong 12 chi sau đây:
- Amblycirrhitus
- Cirrhitichthys
- Cirrhitops
- Cirrhitus
- Cristacirrhitus
- Cyprinocirrhites
- Isocirrhitus
- Itycirrhitus
- Neocirrhites
- Notocirrhitus
- Oxycirrhites
- Paracirrhites